# هاینز گروندل
هاینز گروندل (انگلیسی: Heinz Gründel؛ زادهٔ ۱۳ فوریهٔ ۱۹۵۷) بازیکن فوتبال اهل آلمان است.
از باشگاه‌هایی که در آن بازی کرده‌است می‌توان به باشگاه فوتبال آینتراخت فرانکفورت، باشگاه فوتبال هامبورگ، باشگاه فوتبال هرتابرلین، و باشگاه فوتبال استاندارد لیژ اشاره کرد.
وی همچنین در تیم ملی فوتبال آلمان بازی کرده‌است.